# Ganglion geniculi nervi facialis

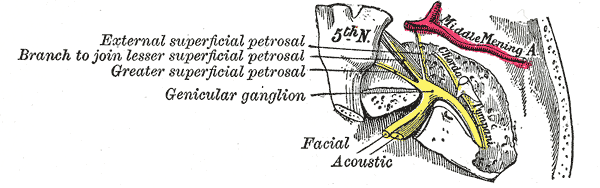
A nervus facialis kapcsolatai a halántékcsontban (alulról a negyedik a ganglion geniculi nervi facialis)

A ganglion geniculi nervi facialis egy L alakú idegkötegek és érzőidegek összessége, melyek a nervus facialis részei. A canalis nervi facialisban található. Mind a motoros, az érzékelő és a paraszimpatikus idegrendszerből van benne ideg. A könnymirigyet (glandula lacrimalis), a glandula submandibularist, glandula sublingualist, a nyelvet (lingua), a szájpadot (palatum), a garatot (Pharynx), a meatus acusticus externust, valamint a kengyelizmot (musculus stapedius) fogják beidegezni.

## Külső hivatkozások
- Leírás
- Kép
- Képek, leírások